# Gunwinggu
Gunwinggu är ett australiskt språk som talades av 915 personer 2006 enligt Australiens folkräkning. Gunwinggu talas i Nordterritoriet. Gunwinggu tillhör de gunwingguanska språken. Språket anses vara hotat.
Språket skrivs med latinska alfabetet.

## Fonologi

### Konsonanter
|             | Bilabial | Alveolar | Retroflex | Palatal | Velar  | Glottal |
| ----------- | -------- | -------- | --------- | ------- | ------ | ------- |
| Nasal       | m        | n        | ɳ         | ɲ       | ŋ      |         |
| Klusil      | b        | d        | ɖ         | ɟ       | k \| g | ʔ       |
| Lateral     |          | l        | ɭ         |         |        |         |
| Tremulant   |          | r ~ ɾ    | ɻ         |         |        |         |
| Approximant | w        |          |           | j       |        |         |

Källa:

### Vokaler
|             | Främre | Bakre  |
| ----------- | ------ | ------ |
| Sluten      | i      | u      |
| Mellanöppen | ɛ      |        |
| Öppen       |        | ɑ \| ɒ |

Källa: